# Янктон (округ, Південна Дакота)
Шаблон:StateAbbr_ 43°01′ пн. ш. 97°23′ зх. д. / 43.01° пн. ш. 97.39° зх. д.
Округ  Янктон (англ. Yankton County) — округ (графство) у штаті  Південна Дакота, США. Ідентифікатор округу 46135.

## Історія
Округ утворений 1862 року.

## Демографія
За даними перепису 2000 року загальне населення округу становило 21652 осіб, зокрема міського населення було 13184, а сільського — 8468. Серед мешканців округу чоловіків було 10928, а жінок — 10724. В окрузі було 8187 домогосподарств, 5407 родин, які мешкали в 8840 будинках. Середній розмір родини становив 3,03.
Віковий розподіл населення поданий у таблиці:
| Стать    | До 15 років | 15-21 | 22-29 | 30-39 | 40-49 | 50-65 | 65-85 | Понад 85 |
| -------- | ----------- | ----- | ----- | ----- | ----- | ----- | ----- | -------- |
| Чоловіки | 2318        | 1072  | 1094  | 1676  | 1909  | 1592  | 1130  | 137      |
| Жінки    | 2247        | 1046  | 976   | 1424  | 1615  | 1519  | 1519  | 378      |

## Суміжні округи
- Тернер — північний схід
- Клей — схід
- Седар, Небраска — південний схід
- Нокс, Небраска — південний захід
- Бон-Ом — захід
- Гатчинсон — північний захід

## Виноски
1. ↑  US Decennial Census. US Census Bureau. Архів оригіналу за 4 квітня 2018. Процитовано 28 березня 2015.
2. ↑  Historical Census Browser. University of Virginia Library. Архів оригіналу за 11 серпня 2012. Процитовано 28 березня 2015.
3. ↑  Forstall, Richard L., ред. (27 березня 1995). Population of Counties by Decennial Census: 1900 to 1990. US Census Bureau. Архів оригіналу за 28 грудня 2008. Процитовано 28 березня 2015.
4. ↑  Census 2000 PHC-T-4. Ranking Tables for Counties: 1990 and 2000 (PDF). US Census Bureau. 2 квітня 2001. Архів оригіналу (PDF) за 18 грудня 2014. Процитовано 28 березня 2015.
5. ↑  State & County QuickFacts. Бюро перепису населення США. Архів оригіналу за 22 липня 2011. Процитовано 28 листопада 2013.(англ.) Наведено за англійською вікіпедією.
6. ↑  American FactFinder. Бюро перепису населення США. Архів оригіналу за 26 лютого 2012. Процитовано 31 січня 2008. [Архівовано 2008-05-21 у Wayback Machine.]

| США | Це незавершена стаття з географії США. Ви можете допомогти проєкту, виправивши або дописавши її. |